# Коржи (Ленінградський район)
Коржи — хутір в Ленінградському районі Краснодарського краю Російсько Федерації. Адміністративний центр Коржовського сільського поселення.
Населення — 1141 особа (за даними перепису 2010 року).
| Росія | Це незавершена стаття з географії Росії. Ви можете допомогти проєкту, виправивши або дописавши її. |